# FK Spartaks Jūrmala
El FK Spartaks Jūrmala es un club de fútbol con sede en Jūrmala, Letonia. Fue fundado en 2007 y actualmente milita en la Virsliga, máxima categoría nacional.

## Historia
El Spartaks Jūrmala fue fundado en 2007 por el empresario letón de origen armenio Spartaks Melkumjans. Desde la tercera categoría del fútbol letón, el equipo logró su ascenso a Primera Liga en 2008 y cuatro temporadas después subió a la máxima categoría, tras vencer en la promoción al JFK Olimps Riga. Hasta 2014 compartió presencia en la Virslīga con el otro club de la ciudad, el FC Jūrmala.
Para mantenerse en la élite, el Spartaks llegó a un acuerdo con la agencia de futbolistas de Marco Trabucchi a través de un fondo de inversión, por lo que contaba con más jugadores extranjeros que la media de la liga. Desde 2011 hasta 2013 la entidad había contratado más de diez jugadores colombianos, que estaban en Letonia durante unos meses para luego dar el salto a otras ligas europeas. No obstante, a partir de 2016 se empezó a dar mayor protagonismo al fútbol base mediante la firma de un convenio con la Escuela Deportiva de Jūrmala.
En la temporada 2016 el Spartaks se proclamó campeón de la Virslīga, título que revalidaría en 2017.

## Palmarés
| Competición         | Títulos    | Subcampeonatos |
| ------------------- | ---------- | -------------- |
| Virslīga (2)        | 2016, 2017 | -              |
| Copa de Letonia (0) | -          | 2016           |

## Participación en competiciones europeas
| Temporada | Torneo                | Ronda | Club               | Casa | Visita | Global |
| --------- | --------------------- | ----- | ------------------ | ---- | ------ | ------ |
| 2015–16   | UEFA Europa League    | 1     | Budućnost          | 0–0  | 3–1    | 3–1    |
| 2015–16   | UEFA Europa League    | 2     | Vojvodina          | 1–1  | 0–3    | 1–4    |
| 2016-17   | UEFA Europa League    | 1     | Dinamo Minsk       | 0–2  | 1–2    | 1–4    |
| 2017-18   | UEFA Europa League    | 2     | FC Astana          | 1–1  | 0–1    | 1–2    |
| 2018-19   | UEFA Champions League | 1     | Estrella Roja      | 0–0  | 0–2    | 0–2    |
| 2018-19   | UEFA Europa League    | 2     | La Fiorita         | 6–0  | 3–0    | 9–0    |
| 2018-19   | UEFA Europa League    | 3     | Sūduva Marijampolė | 0–1  | 0–0    | 0–1    |